# Dendrotion hanseni
Dendrotion hanseni is een pissebed uit de familie Dendrotionidae. De wetenschappelijke naam van de soort is voor het eerst geldig gepubliceerd in 1956 door Menzies.